# Tugril Cã
Tugril Cã (em mongol: Тоорил хан; romaniz.: Tooril khan), Vã Cã (Ван хан, Van khan), Ongue Cã (mongol médio: ᠣᠩ ᠬᠠᠭᠠᠨ, Ong qaγan) ou Uangue Hã (em chinês: 王汗; romaniz.: Wáng Hàn, m. 1203) foi um cã dos queraítas. Foi anda (irmão de sangue) do mongol Iesucai e serviu como patrono de Temujim, o futuro Gêngis Cã. A principal fonte sobre sua vida é a Vida Secreta dos Mongóis.

## Nome
"Uangue Hã" (Wáng Hàn), em mongol "Ongue Cã" (Ong qaγan) foi o nome dado a Tugril pelos jurchéns do Império Jim do norte da China; uangue significa rei ou príncipe. No século XIII, foi um dos líderes asiáticos identificados com Preste João, ou então com Davi, irmão de João. Seu nome cristão, por sua vez, era Davi.

## Vida
Tugril era filho de Ciríaco Buiruque Cã e Ilma Catum. Quando criança, em 1135, foi capturado pelos merquites e permaneceu como escravo por alguns anos. Foi resgatado por sua família, mas pouco tempo depois foi novamente capturado, agora pelos tártaros, ao lado de sua mãe. No fim, foi igualmente libertado. Na década de 1240, seu pai o envio à fronteira com o Império Jim. Ciríaco deixou público o desejo de dividir seu canato entre seus filhos, mas com sua morte Tugril se apressou à capital, tomou o trono para si e matou seus dois meio irmãos. Seu outro irmão, ou tio, Gur Cã protestou e Tugril foi obrigado a fugir à fronteira do Império Jim, onde ficou por volta de sete anos. Nos anos 1150, Iesucai dos mongóis o ajudou a reaver seu trono e eles se tornaram arda (irmãos de sangue). 
Em 1170/73, Erque Cara, outro irmão de Tugril, o removeu do trono, e o último fugiu ao Canato Caraquitai. Em 1174, retornou através do país dos tangutes e foi novamente restaurado com ajuda de Iesucai, o que consolidou sua posição. Em 1176, recebeu na sua corte Jamuga e Temujim, filho de Iesucai, como turgaques (reféns). Em 1184, Temujim se tornou seu vassalo e Tugril ajudou na campanha contra os merquites, que capturaram Borte, esposa de Temujim. Então, colaboraram em outras campanhas contra merquites, tártaros e naimanos. No final dos anos 1180, parece que foi outra vez removido do trono, agora por seu irmão Jaca Gambu, quiçá com a ajuda de Temujim. Tugril fugiu ao Império Jim, que em 1196/97 lançou campanha militar que o reinstalou no trono com o título de Uangue ou Ongue Cã.[a] Na campanha, Temujim lutou junto dos Jins e Tugril.
Em 1203, Temujim propôs uma aliança matrimonial, mas seu filho Ilca Sengum, ciente do perigo dele usurpar o trono, convenceu seu pai a declinar e atacá-lo de surpresa. Inicialmente Tugril estava com a vantagem e derrotou-o nas Areias de Calacaljde (primavera). No rescaldo, os aliados mongóis de Tugril tentaram tomar o trono e Temujim, se reagrupando no lago Baljuna, contra-atacou no outono e o derrotou decisivamente na Batalha das Colinas Jejer. Tugril foi obrigado a fugir, mas foi morto por guardas fronteiriços naimanos, e o seu filho Sengum fugiu ao Império Tangute.

## Avaliação
Segundo a História Secreta dos Mongóis, Tugril era um governante frouxo e indeciso, cruel com seus irmãos, excessivamente indulgente com seu filho e quase totalmente dependente de mongóis como Iesucai e Temujim para seu sucesso.